# Pero collenettei
Pero collenettei là một loài bướm đêm trong họ Geometridae.